# شهرستان بوفالو (ویسکانسین)
شهرستان بوفالو، ویسکانسین (به انگلیسی: Buffalo County, Wisconsin) یک سکونتگاه مسکونی در ایالات متحده آمریکا است که در ویسکانسین واقع شده‌است.

## خصوصیات
شهرستان بوفالو ۱٬۸۳۸٫۹ کیلومترمربع مساحت دارد.